# 紫金山・アトラス彗星
- 紫金山・アトラス彗星
- ツチンシャン・アトラス彗星
- 紫金山・ATLAS彗星

紫金山・アトラス彗星（しきんざん・アトラスすいせい、英語及び小惑星センターにおけるコード：C/2023 A3 (Tsuchinshan-ATLAS)）は、2023年に発見された彗星の一つである。同年1月9日に中国の紫金山天文台、同年2月22日に南アフリカ共和国の小惑星地球衝突最終警報システム (ATLAS) によって独立して発見された。紫金山・ATLAS彗星や、中国語発音に沿ったツーチンシャン・アトラス彗星とも表記される。
2024年9月27日に太陽から約 0.39 au（約5800万 km）離れた近日点を通過し、その前後の時期は地球上からも肉眼で観測可能になると予測され、実際に2024年9月から10月にかけて肉眼でも観測できるほどの明るさとなり、2024年の大彗星 (Great Comet of 2024) とも呼称されている。オールトの雲から飛来した彗星であると考えられており、ほとんど放物線軌道（軌道離心率が1）に等しい軌道を描いている。約6万年や約8万年ごとに観測される彗星であるとする言説もあるが、実際には軌道要素の元期次第で閉じた楕円軌道か開いた双曲線軌道かが変化することが知られている。最終的に太陽系外へ放出されることで実際にはこの太陽への接近が最初で最後となり、二度と回帰しない非周期彗星となる可能性も示されている。

## 観測

### 発見

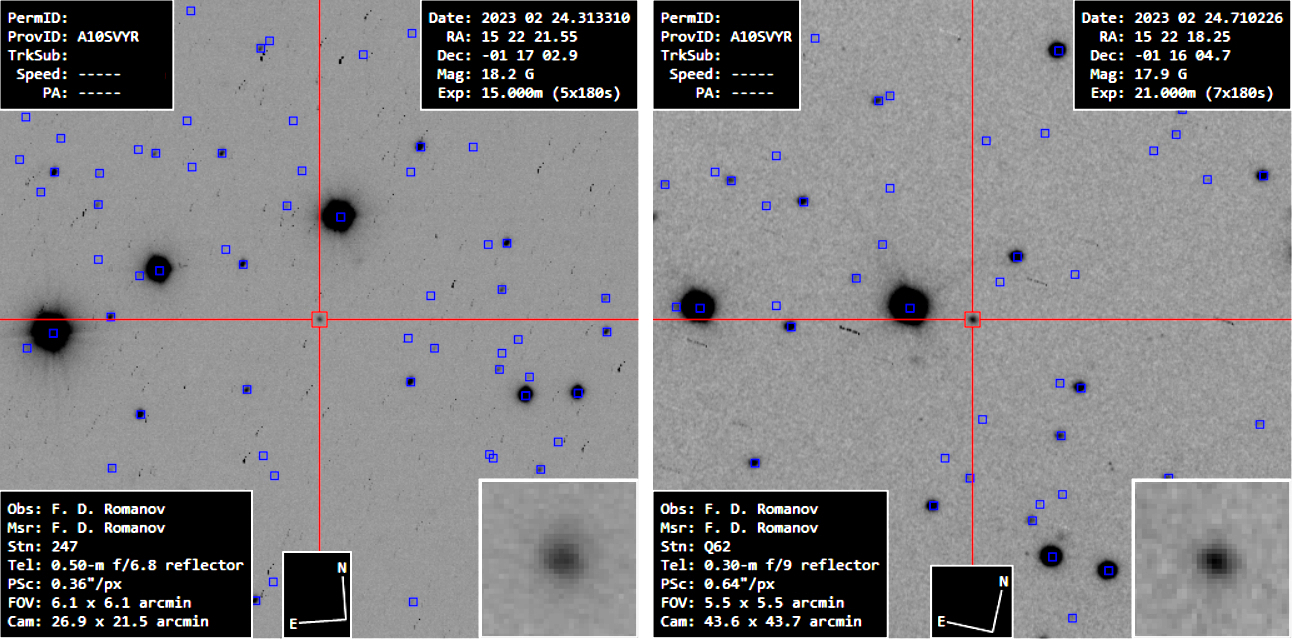
アマチュア天文家が2023年2月24日にリモート望遠鏡で撮影した紫金山・ATLAS彗星の画像

南アフリカ共和国の南アフリカ天文台にある 0.5-m f/2 シュミット式望遠鏡を用いて行われた小惑星地球衝突最終警報システム (ATLAS) による捜索で2023年2月22日に撮影された画像から、太陽から約 7.3 au（約10億9000万 km）離れた場所に位置する見かけの明るさが18.1等級と推定される小惑星状の新天体が検出され、同年2月28日に天文電報中央局 (CBAT) および小惑星センターの小惑星電子回報 (MPEC) にて発見が報告された。最初の軌道計算が行われた後、この天体が同年1月9日に中国の紫金山天文台で撮影された画像から検出され、小惑星センターに18.7等級の新天体として報告されていたものと同一の天体であることが判明した。1月9日の観測後、この天体は確認待ちの天体のリストに登録されていたが、その後に観測が報告されることがなかったため、同年1月30日にリストから削除され見失われた天体として扱われていた。
その後、この天体は2022年12月22日にアメリカのパロマー天文台で行われている観測サーベイ Zwicky Transient Facility (ZTF) によって撮影された画像に捉えられていたことが判明しており、このときの見かけの明るさは19.2 - 19.6等級であった。これらの画像からは、その周辺に非常に凝縮されたコマと長さ約 10" の小さな尾が存在していることが明らかとなり、この天体が彗星であることが示された。天体観測家の佐藤英貴、M. Mattiazzo、Cristóvão Jacques からも、この天体の彗星活動を示す観測結果が報告されている。小惑星センターによる彗星の命名規則より、この彗星には最初に発見に関わった2つの観測施設の名称が付与され、正式に C/2023 A3 (Tsuchinshan–ATLAS) と命名された。

### 太陽接近前

2024年5月10日にコマ撮りされた映像

2024年1月までに紫金山・ATLAS彗星の見かけの明るさは13.6等級にまで明るくなり、天体観測家の Bob King によれば、口径 15 in（約 38 cm）の望遠鏡を用いれば142倍の倍率で観測できるようになったと報告された。このとき、彗星はてんびん座とおとめ座の境界付近を移動していた。4月末までには10等級程度にまで明るくなり、小型の望遠鏡でも短い尾が観測できるようになった。太陽から 2.33 au（約3億4900万 km）の距離にあった同年5月31日時点のスペクトルを調査した結果、強いシアン化物の放射が示されており、紫金山・ATLAS彗星は炭素が比較的枯渇している彗星であることが判明した。また、ガスに対する塵の比率が大きい「ダストリッチ」な彗星であることが示されている。
5月と6月には紫金山・ATLAS彗星の増光のペースが鈍化し、見かけの明るさは10等級から11等級程度に留まるようになり、長さが 5 - 15 分角の短い塵の尾（ダストテイル）が東の方向に伸びる様子が肉眼で観測された。チェコ系アメリカ人天文学者のズデネク・セカニナは、この増光ペースの鈍化は彗星核の分裂によるものであり、3月下旬ごろに彗星核の分裂が始まっていた可能性を指摘するプレプリントを arXiv に投稿した。セカニナは3月に見られた一時的な増光率の増加とそれに続く塵の生成量の減少、細い涙滴型の塵の尾、自重力の影響によるものではない軌道の変化がその証拠だとし、紫金山・ATLAS彗星の彗星核が近日点通過前に崩壊し、当時の予測ほど明るくならないことを示唆した。一方で、TRAPPIST望遠鏡による観測では、位相角が 0° に近かった5月に塵の生成量が最も少なくなり、1ヶ月後に再び増加し始めたのに対し、ガスの生成量はその期間を通してゆっくりと増加していたことが示されている。6月中旬には、紫金山・ATLAS彗星は夕方の空で観測できるしし座の領域に移動した。7月初旬には長さが約 1.5° の微かなイオンの尾（イオンテイル）が伸びている様子が観測された。7月中旬から9月までは地球から見て太陽に隠される位置関係となったため地上からの観測が出来なくなったが、その最中の8月にSTEREO計画によって紫金山・ATLAS彗星が着実に明るくなっているのが観測され、見かけの等級は7等級に達した。

### 近日点通過前後

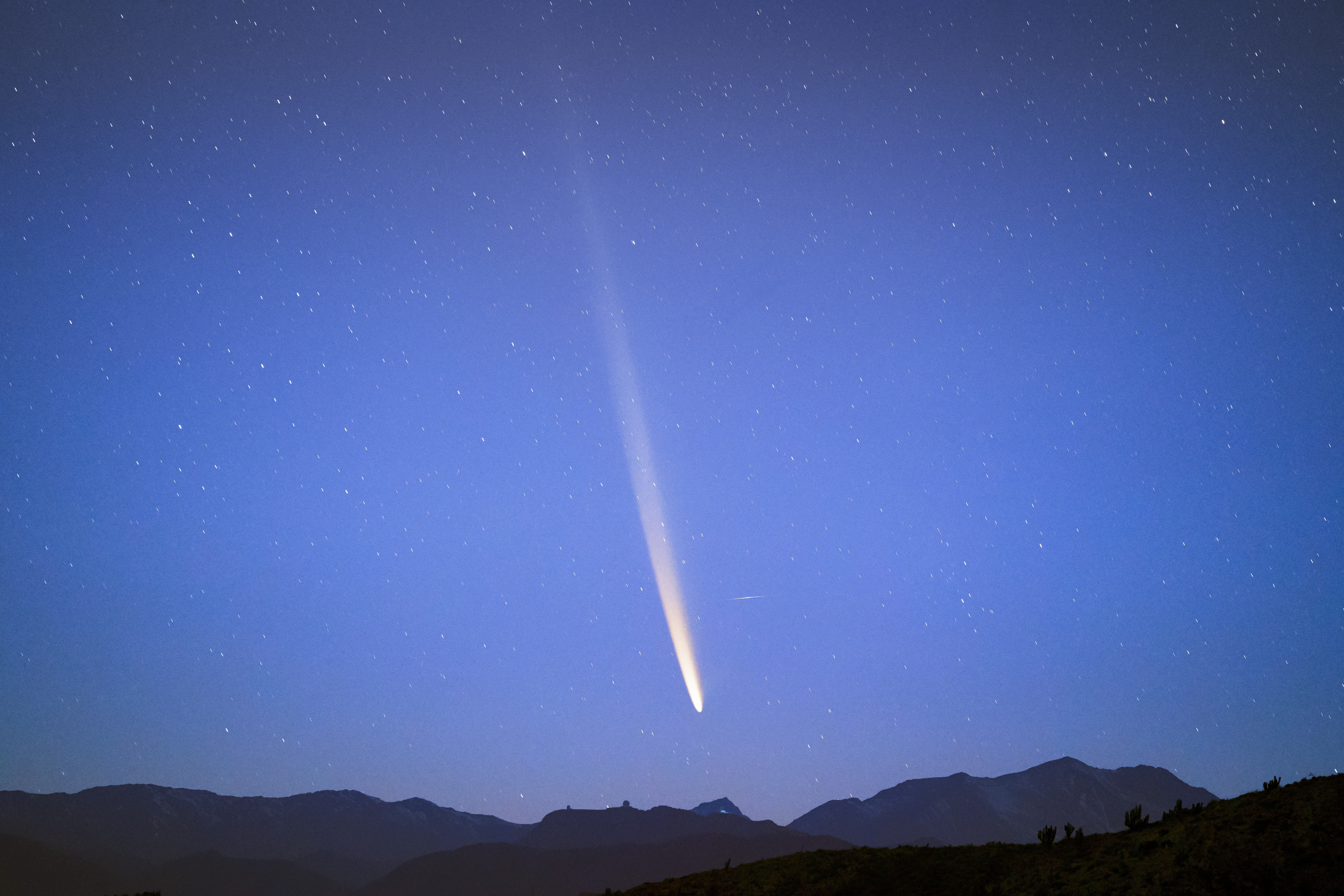
2024年10月3日にチリのセロ・トロロ汎米天文台で撮影された紫金山・ATLAS彗星の画像

紫金山・ATLAS彗星は、9月11日の早朝に天体観測家のテリー・ラヴジョイによって再び地上から観測された。このとき彗星はろくぶんぎ座に位置しており、見かけの明るさは5.5等級だった。9月20日には国際宇宙ステーションに滞在している宇宙飛行士のマシュー・ドミニクによって肉眼で観察され、その写真が撮影されており、その2日後に同じく国際宇宙ステーションに滞在しているドナルド・ペティによっても写真に収められている。紫金山・ATLAS彗星が初めて肉眼で観測されたのは同年9月23日で、そのときの見かけの明るさは3.3等級と推定され、双眼鏡で観測した際の尾の長さは約 2.5° と報告された。9月25日には肉眼での見かけの明るさは3等級、9月30日には2等級に達した。10月1日には1.8等級となり、尾の長さは 10° から 12° にまで長くなった。彗星が太陽と地球の間を通過する位置関係となる10月7日ごろからしばらく肉眼での観測が行えなくなったが、そこから10月11日までは太陽観測衛星SOHOによるコロナグラフ観測の視野内に紫金山・ATLAS彗星が収まるようになり、この最中の10月9日に紫金山・ATLAS彗星の明るさは最大で-4.9等級に達したと報告されている。1995年から始まったSOHOによるコロナグラフ観測の視野内に写り込んだ彗星の中では、2007年に太陽へ接近したマックノート彗星 (C/2006 P1) に次いで2番目に明るくなった。夜間での観測が行えなかった10月8日に、チェコの天体写真家である Petr Horálek が日中に紫金山・ATLAS彗星の姿を捉えることに成功している。
9月27日に近日点を通過し、それ以降は太陽に対して合を迎えることになるので天球上を太陽と連動して動いていくようになる。最も明るくなったとされる10月9日の時点では紫金山・ATLAS彗星は太陽から約 3.5° 離れていたが、10月10日からは日没後の夕方の空で再び観測できるようになり、それから10月中旬には1等級から2等級程度の明るさで観測され、10月下旬には4等級程度にまで暗くなった。地球の軌道面を通過した10月14日頃からは、尾に対して反対側である太陽方向へ伸びるアンチテイルも観測されている。11月2日までには見かけの明るさは6等級を下回るようになり、肉眼での観測はかなり困難になった。

## 明るさの予測
発見が発表された時点では、紫金山・ATLAS彗星の絶対等級 H = 7、彗星の全光度を求める公式の日心距離依存係数 2.5n = 8 として、太陽からの離角が十分に小さいと仮定すると、近日点通過時に見かけの明るさが最大で3等級に達すると推定されていた。地球から観測した見かけの明るさは近日点を通過した約3週間後の2024年10月中旬にピークに達し、4等級の明るさになると推定された。一方で天体観測家の Gideon van Buitenen は H = 5.2、2.5n = 10 と仮定して、近日点通過時の全光度が0.9等級、地球に最接近する際の見かけの明るさが-0.2等級に達すると予測し、彗星の前方散乱の影響を受けると推定した。紫金山・ATLAS彗星の軌道の特徴として同年10月に位相角が 180°（散乱角が 0°）、つまり地球が彗星の真後ろに来るという位置関係となるタイミングがあり、この時に彗星から放出されている塵などが前方散乱の効果による逆光で特に明るく見える可能性が指摘されている。
同年6月に改訂されたデータに基づいて、 H = 6 および 2.5n = 7.5 と仮定して紫金山・ATLAS彗星の見かけの明るさは最大で2.2等級に増光することが示唆された。これは、太陽系内の長周期彗星の平均的な増光率に近い。しかし前方散乱の影響により、少なくともさらに1等級明るくなることが予想され、2024年10月9日の明るさのピーク時には数等級明るく見える可能性があるとされた。同年9月初旬からの更なる計算結果では、前方散乱の影響を考慮すると10月5日から10月13日にかけて0等級よりも明るくなり、10月9日に最大で-4等級に達する大彗星となり、前方散乱により最大で7等級も見かけの明るさが大きくなる可能性が予測されている。天文情報サイトのスカイ・アンド・テレスコープは、紫金山・ATLAS彗星から放出されている塵の多さ、位相角、そして前方散乱の影響により10月初旬には日中でも彗星を観測できる可能性に言及している。

## 軌道

太陽へ接近する紫金山・ATLAS彗星の軌跡を示したアニメーション
紫金山・ATLAS彗星·
太陽·
水星·
金星·
地球·
火星

紫金山・ATLAS彗星の軌道傾斜角は約139度であり、太陽の自転方向に対して逆行する軌道となっている。2024年9月27日17時49分 (UTC) ごろに近日点に到達し、その時の太陽からの距離は 0.391 au（約5800万 km）であった。地球に最も接近したのは同年10月12日であり、約 0.47 au（約7067万 km）にまで接近した。太陽系の巨大惑星には大きく接近することはない。2236年には太陽から 200 au の位置にまで離れると予想される。

### 公転周期と軌道の形状
アメリカ航空宇宙局 (NASA) は2024年10月2日に公表したウェブページにて「紫金山・ATLAS彗星が次に現れるのが8万年後である」と述べており、複数のメディア上でも紫金山・ATLAS彗星の公転周期が8万年であるという内容が取り上げられている。また、新華社通信の新華綱日本語では約6万年ごとに観測されるとも報じられている。ただしこの表現は長期的に見れば不適切であり、ジェット推進研究所 (JPL) が運営している JPL Horizons On-Line Ephemeris System による太陽と木星の重力の影響を考慮した重心 (Barycenter) を基に太陽との相対速度を二体問題で表した計算結果に従うと、軌道が極めて放物線軌道（軌道離心率が1）に非常に近く、重力による太陽との束縛が弱い状態にある紫金山・ATLAS彗星の公転周期は軌道要素の元期によって大きく変化することが分かる。JPL Horizons によると、2025年1月18日時点の計算上では近日点を通過する遥か以前の公転周期は約5000万年、近日点を通過する前後のタイミングにおいては軌道離心率が1を超えることで双曲線軌道を持つ非周期彗星に変化して公転周期が定義されなくなる元期も存在しており、今後は太陽系外へ放出されて二度と回帰しない可能性も推測されている。天文電報中央局 (CBAT) の天文学者である Daniel Green は、天文ウェブサイト Space.com でのインタビューで軌道が放物線軌道に非常に近い事と観測の不確実性を考慮して「太陽系の主要な惑星の重力による摂動も受けている可能性が高いため、公転周期について話すのは無意味である」と指摘している。
| 元期 （時刻はいずれもUTCにおける0時0分）    | 軌道の種類 | 太陽からの距離 （au） | 公転周期 （年） | 遠日点距離 （au） |
| ------------------------------------------- | ---------- | --------------------- | --------------- | ----------------- |
| 1800年1月1日 (TDB 2378496.5)                | 楕円軌道   | 207.462               | 43,492,448      | 247453.65         |
| 2021年9月27日 (TDB 2459484.5)               | 楕円軌道   | 11.330                | 43,978,318      | 249293.17         |
| 2022年9月27日 (TDB 2459849.5)               | 双曲線軌道 | 8.564                 | 定義不能        | 定義不能          |
| 2023年9月27日 (TDB 2460214.5)               | 双曲線軌道 | 5.275                 | 定義不能        | 定義不能          |
| 2024年9月27日 (TDB 2460580.5、近日点通過日) | 楕円軌道   | 0.392                 | 46              | 25.38             |
| 2025年9月27日 (TDB 2460945.5)               | 双曲線軌道 | 5.249                 | 定義不能        | 定義不能          |
| 2026年9月27日 (TDB 2461310.5)               | 双曲線軌道 | 8.543                 | 定義不能        | 定義不能          |
| 2027年9月27日 (TDB 2461675.5)               | 双曲線軌道 | 11.310                | 定義不能        | 定義不能          |
| 2200年1月1日 (TDB 2524593.5)                | 双曲線軌道 | 176.093               | 定義不能        | 定義不能          |

## 画像
撮影日はいずれも撮影地点における現地時間である。

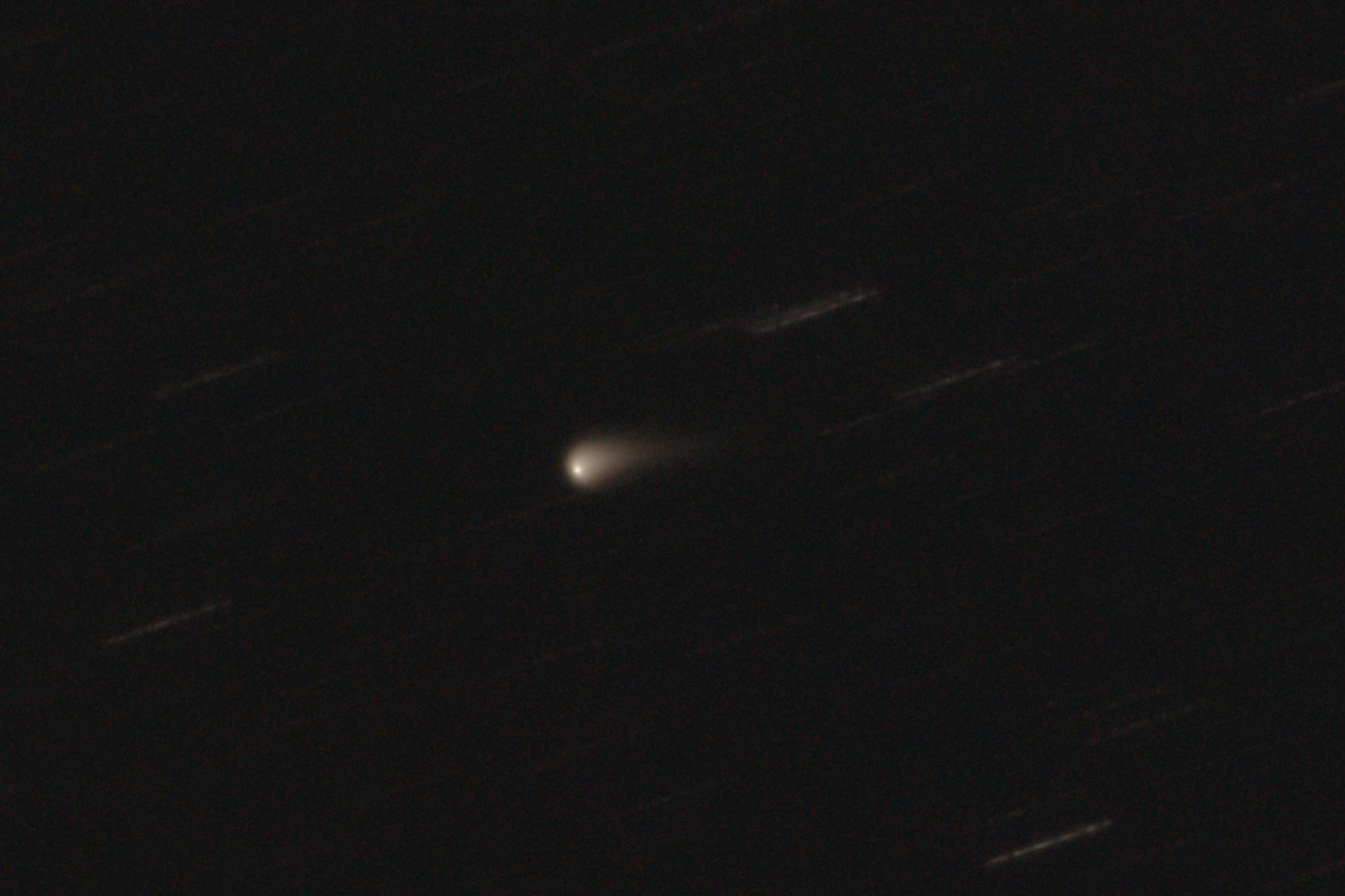
4月26日に撮影
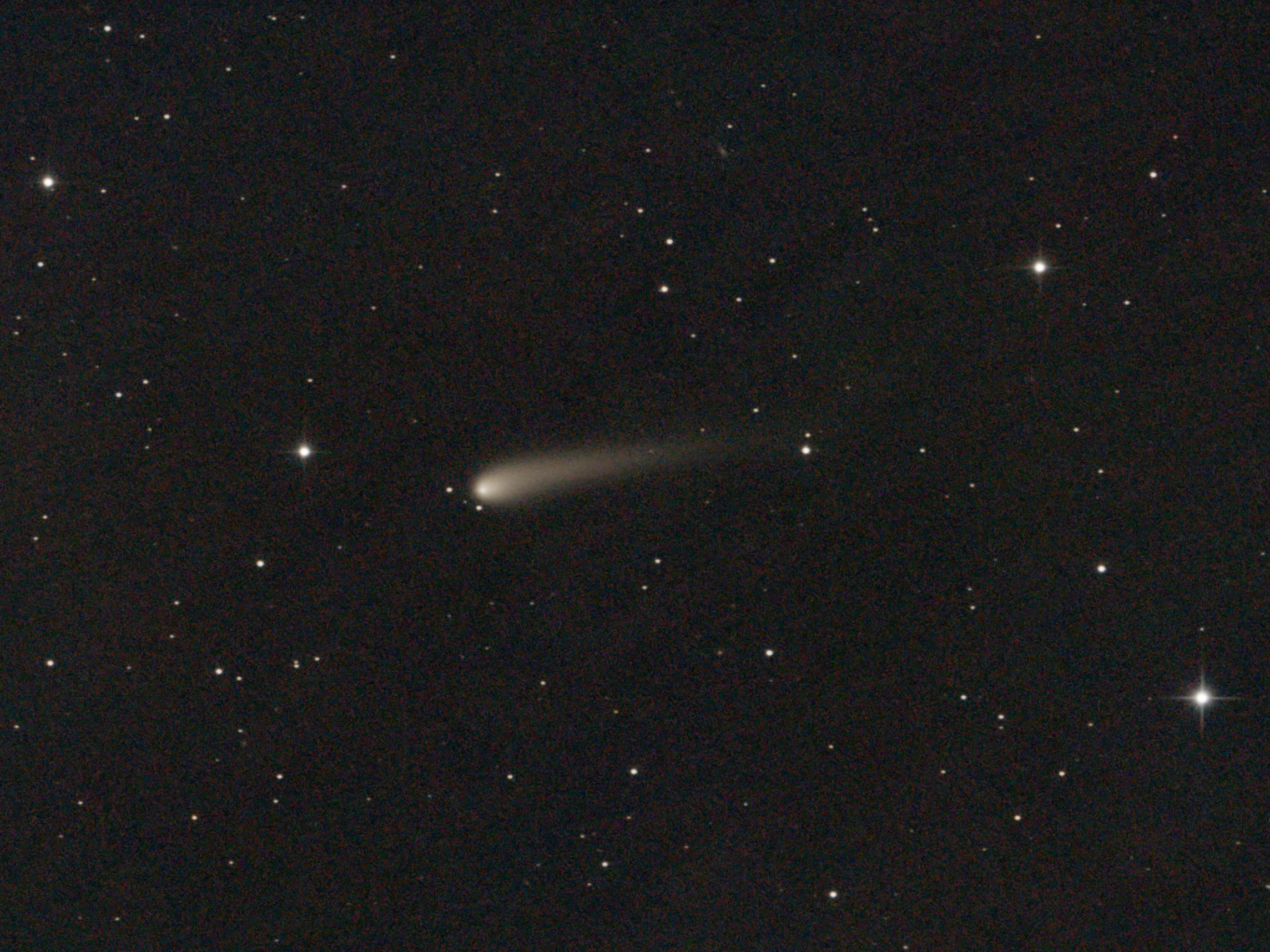
6月10日に撮影
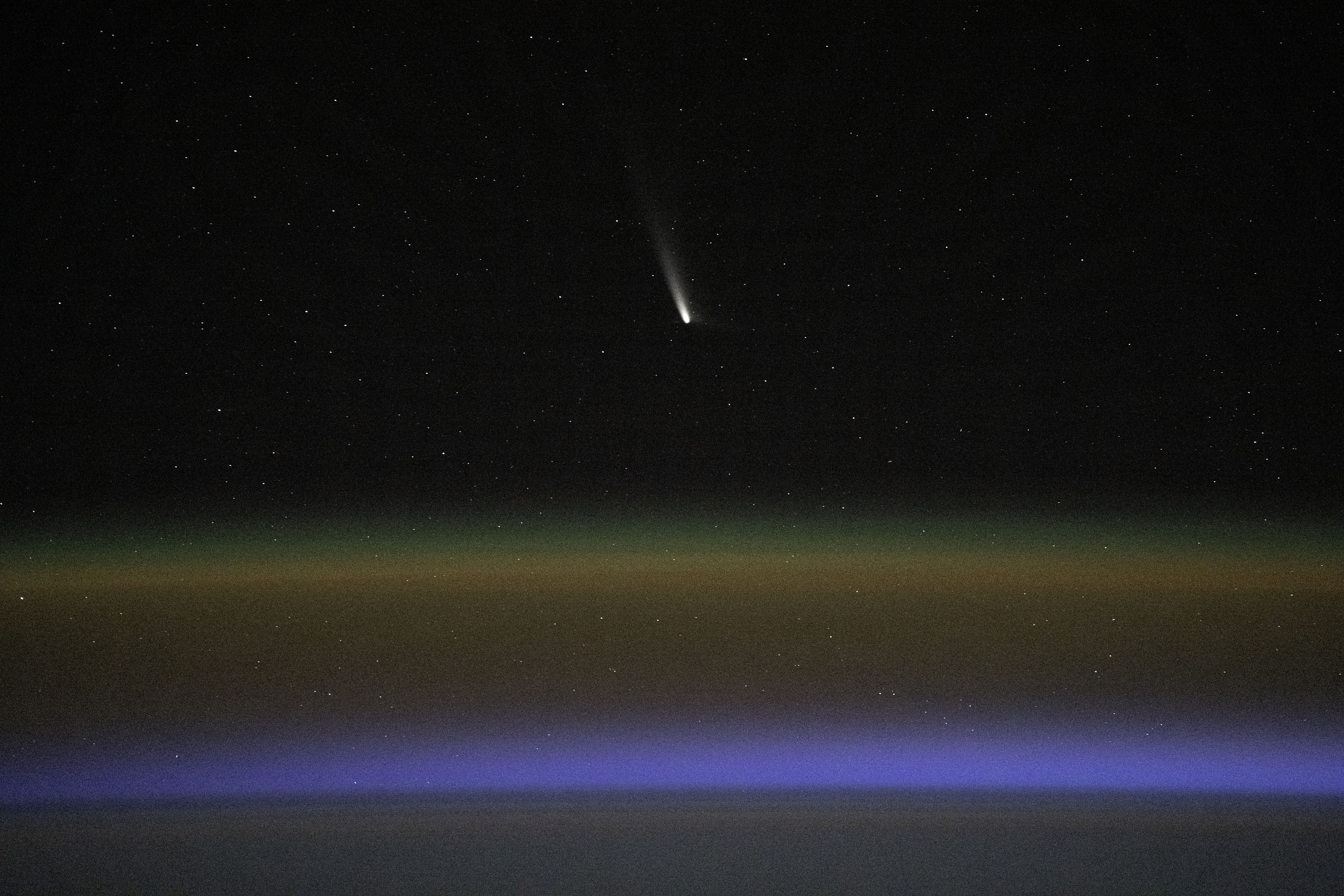
9月22日に国際宇宙ステーションから撮影
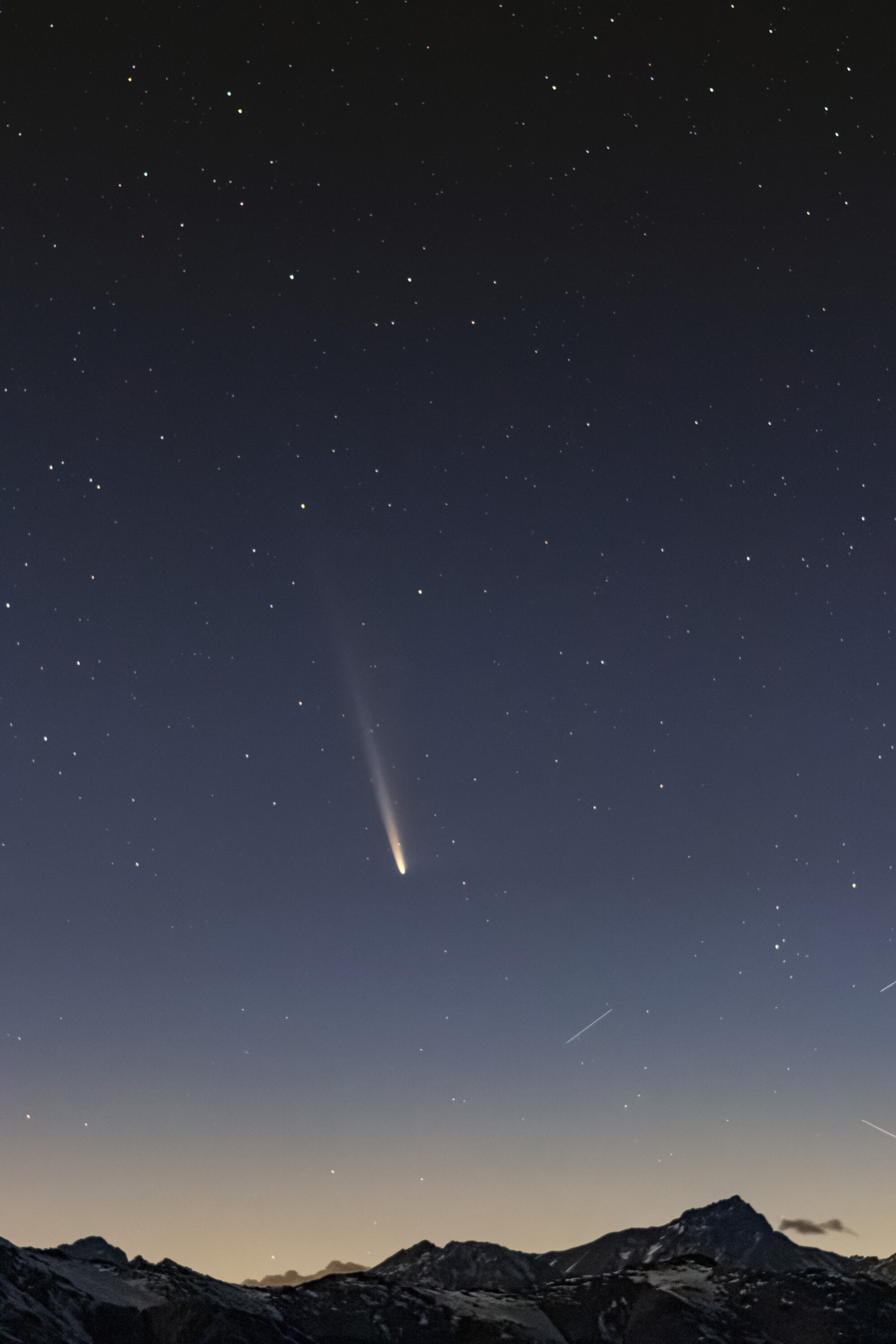
9月25日にチリから撮影
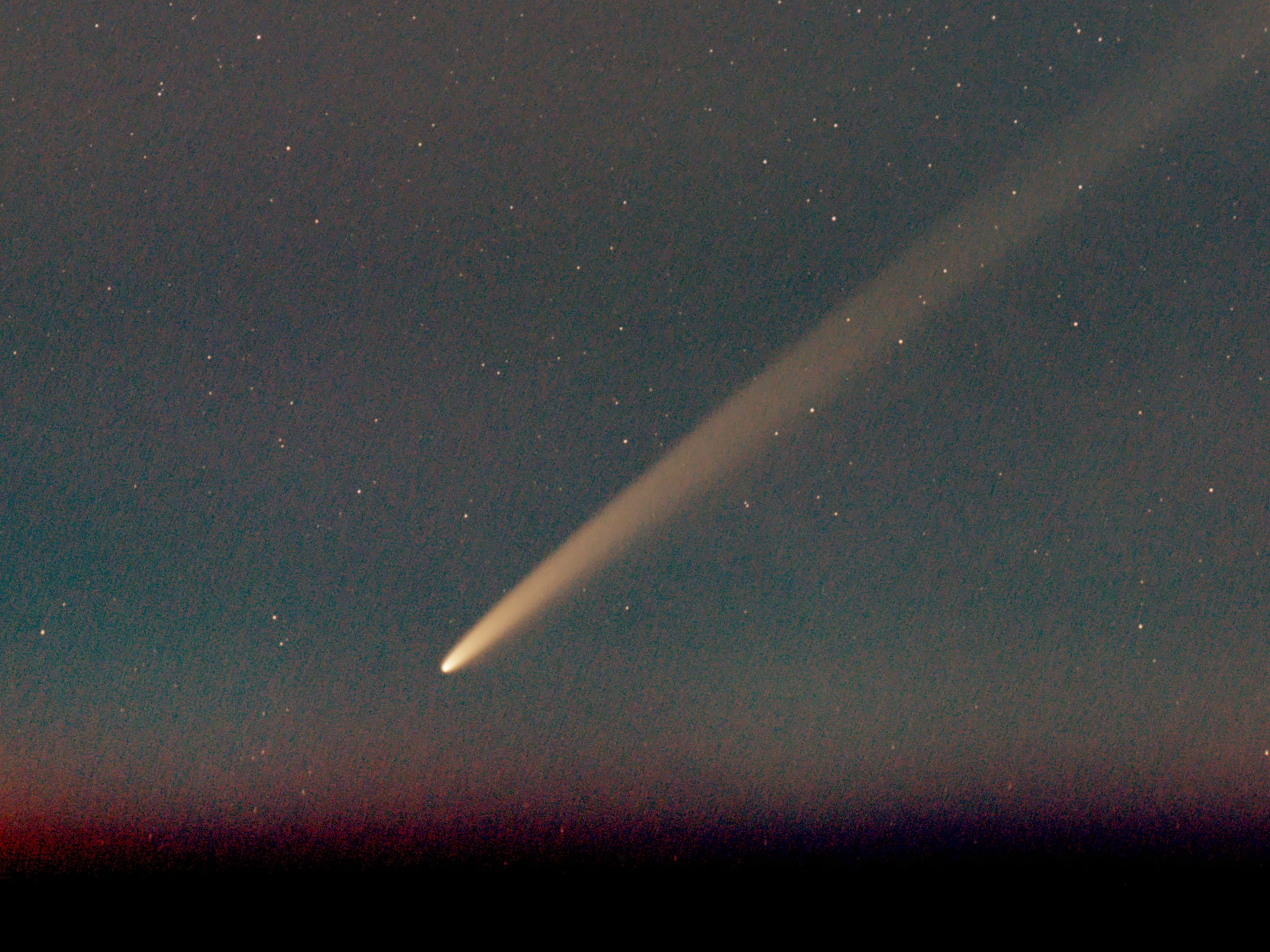
9月28日にギリシャ・クレタ島から撮影
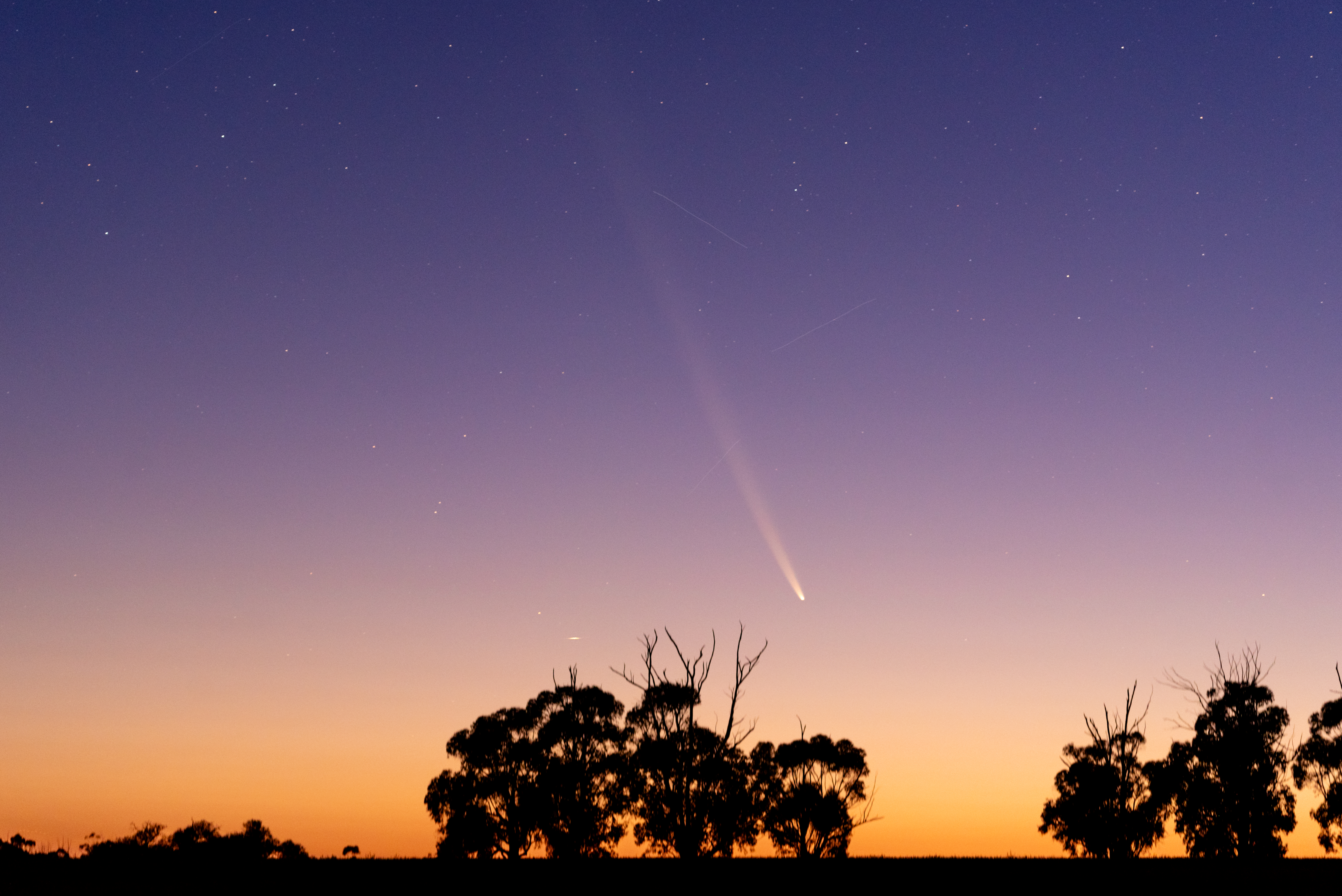
10月2日にオーストラリア・ビクトリア州から撮影
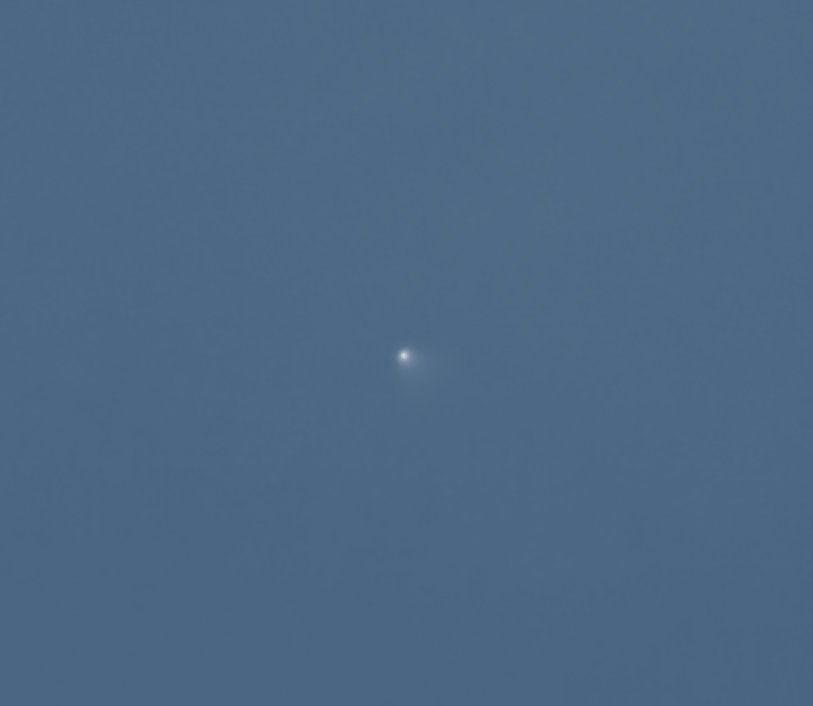
10月3日の日中にフランス・マルセイユから近赤外線波長で撮影
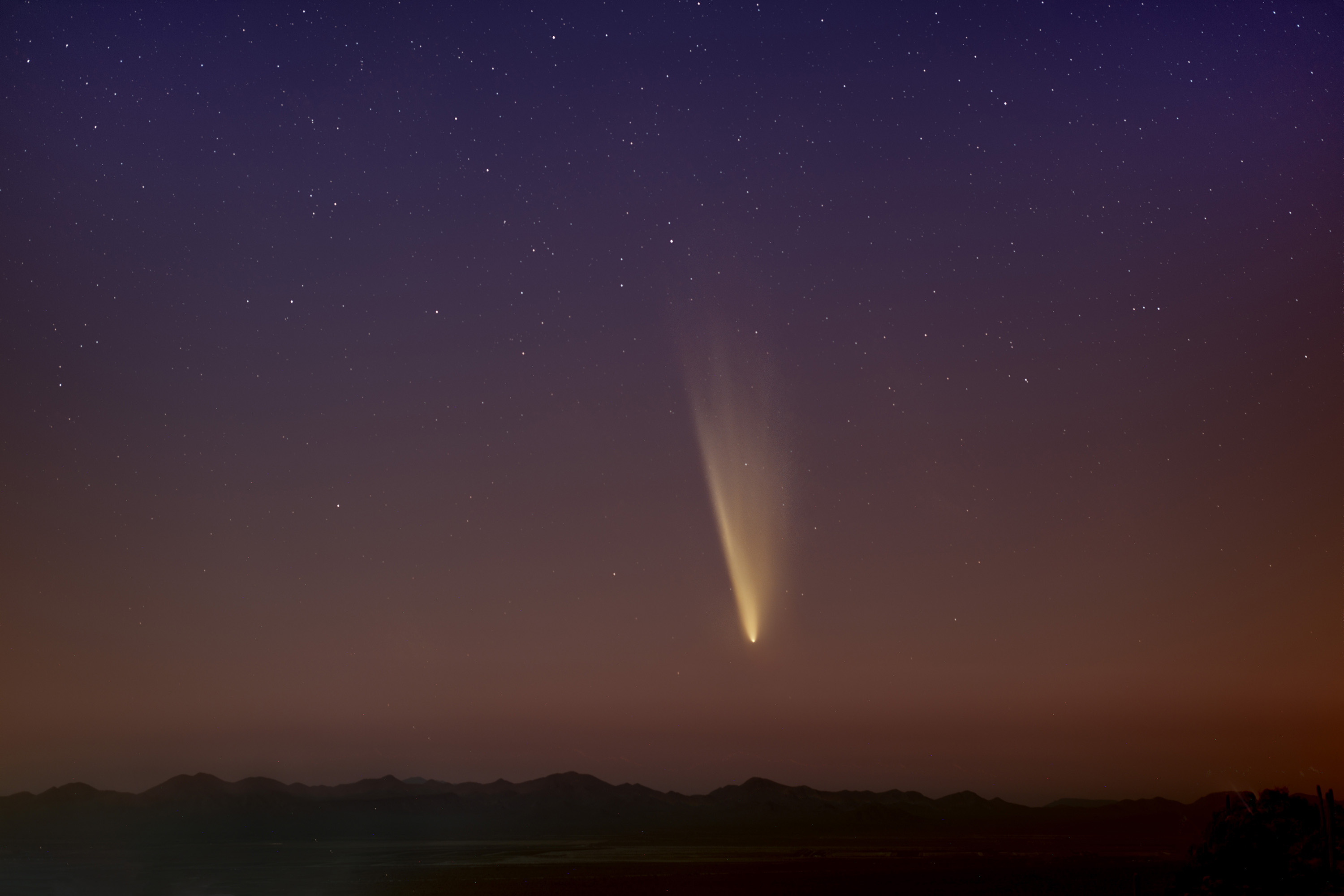
10月12日にアメリカ・アリゾナ州から撮影
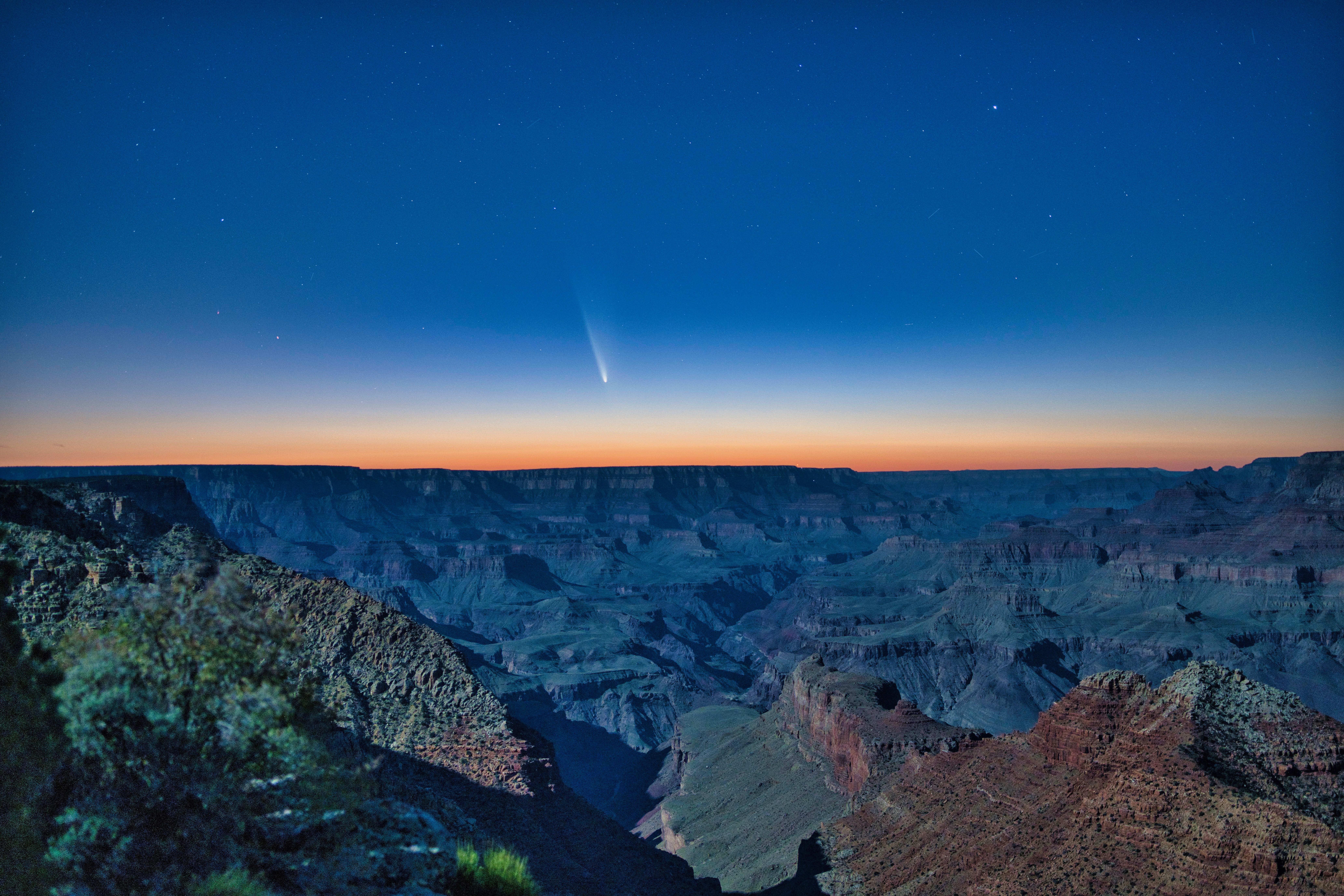
10月14日にアメリカ・アリゾナ州から撮影、グランドキャニオンと共に映る
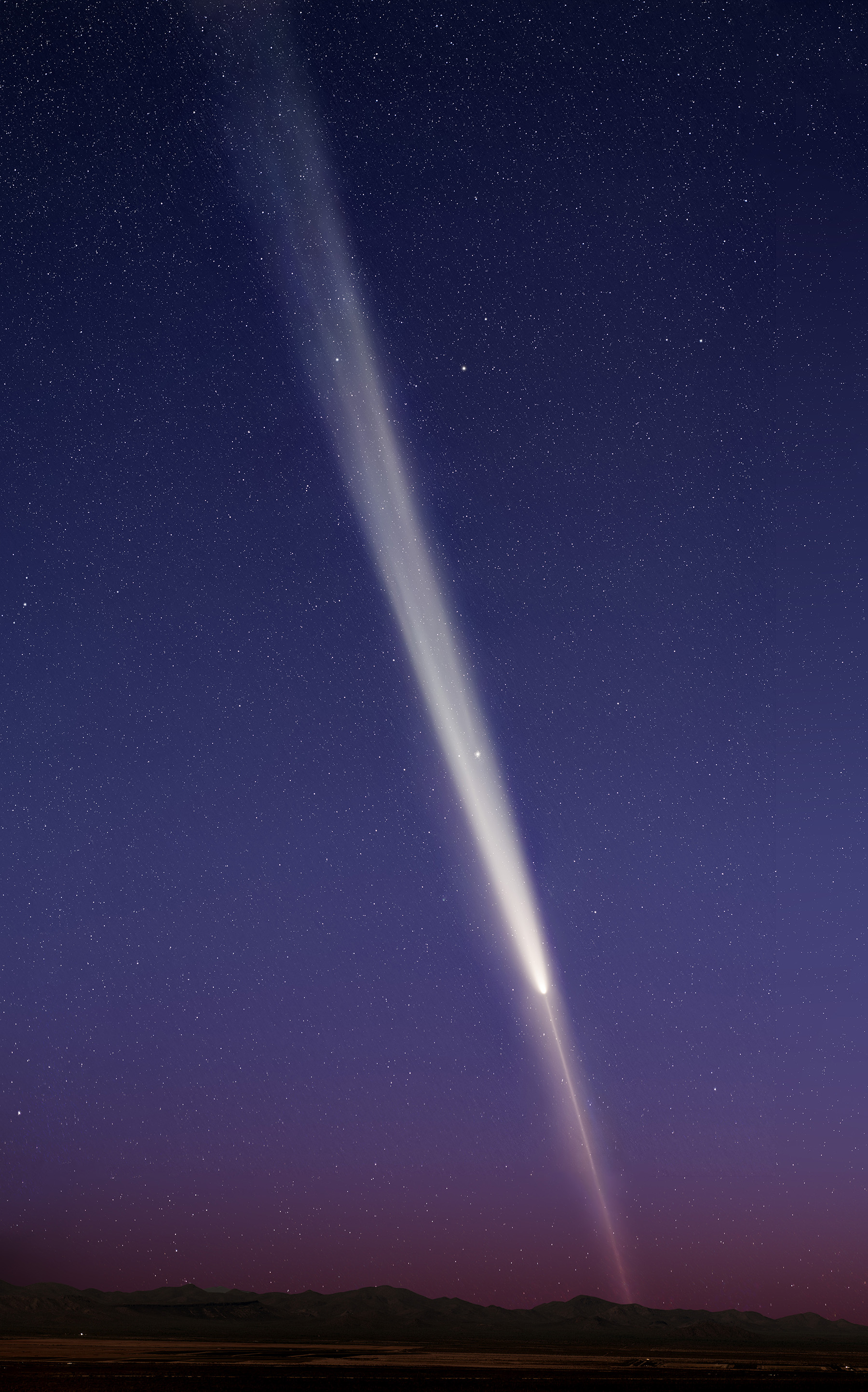
10月14日にアメリカ・アリゾナ州から撮影
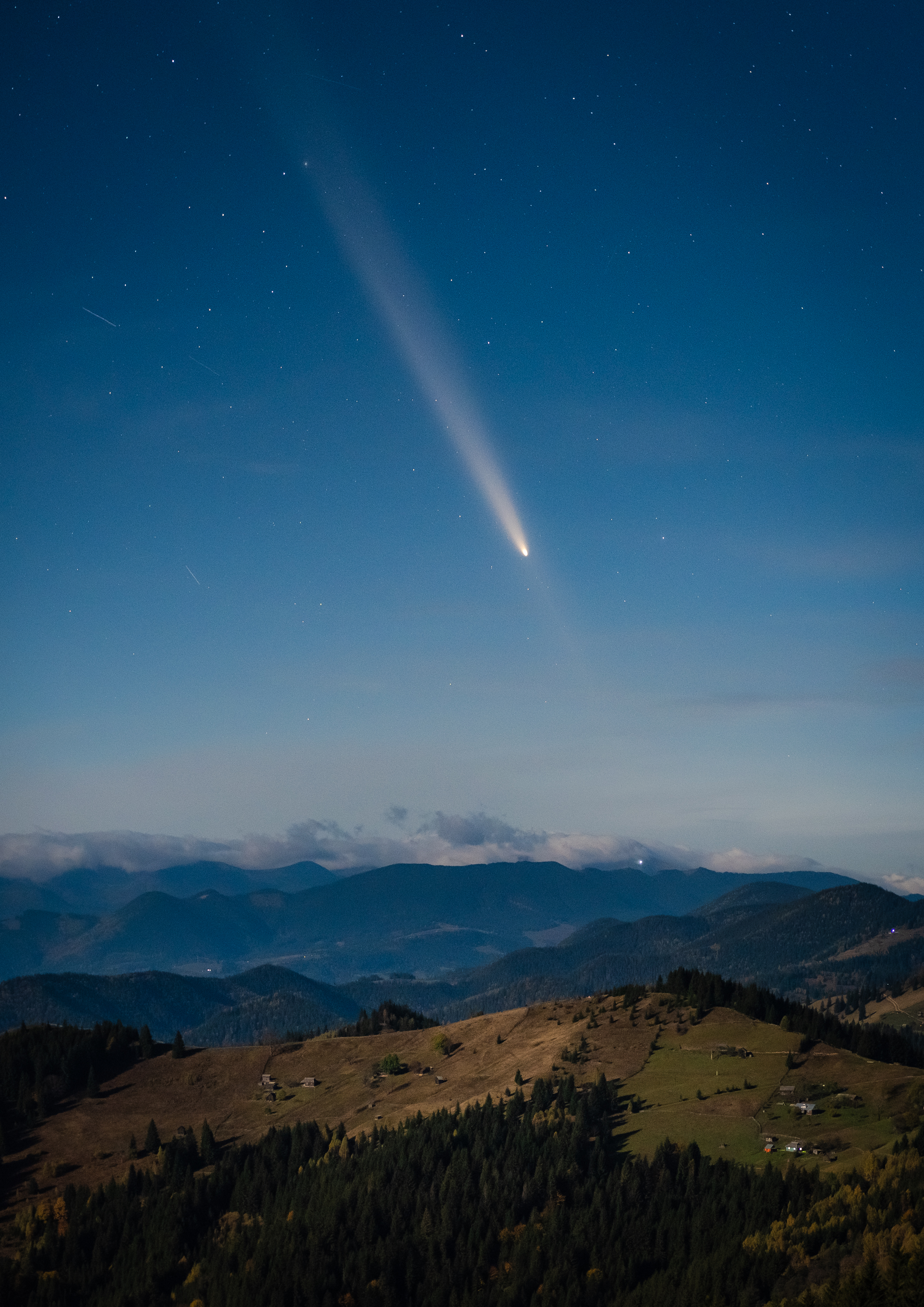
10月14日にウクライナ・カルパティア山脈から撮影
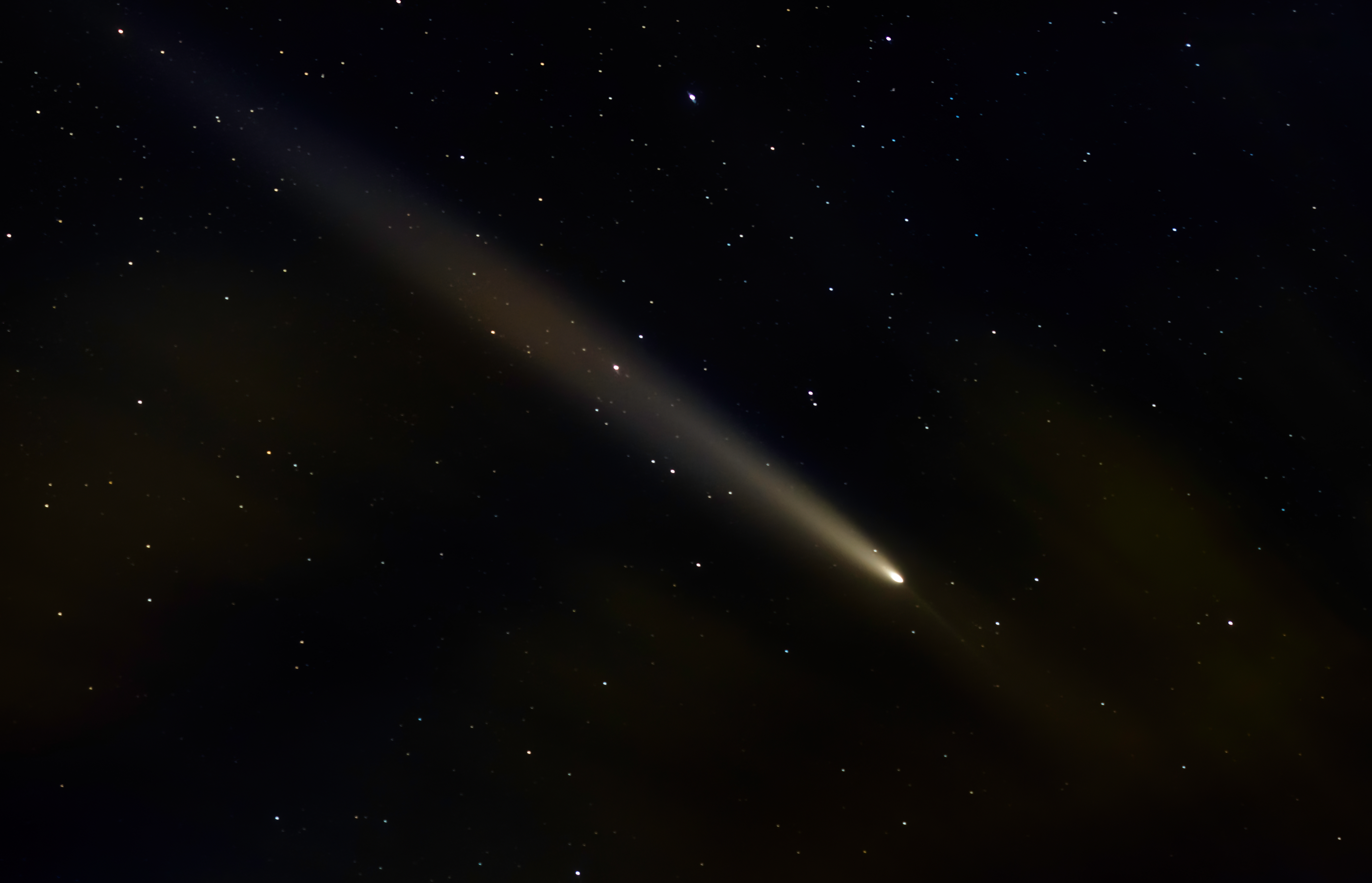
10月17日にカナダから撮影
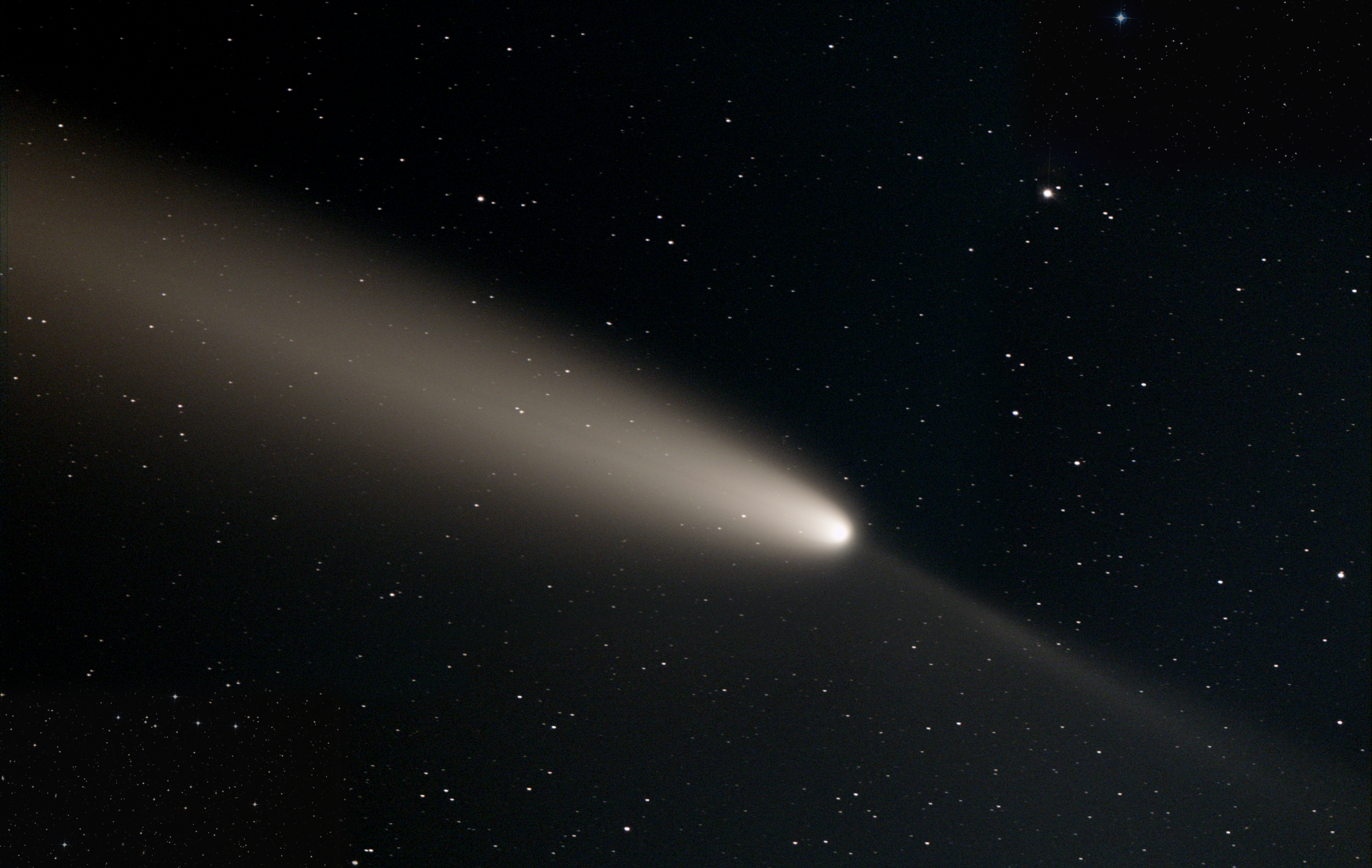
10月18日にスペイン・カナリア諸島から撮影
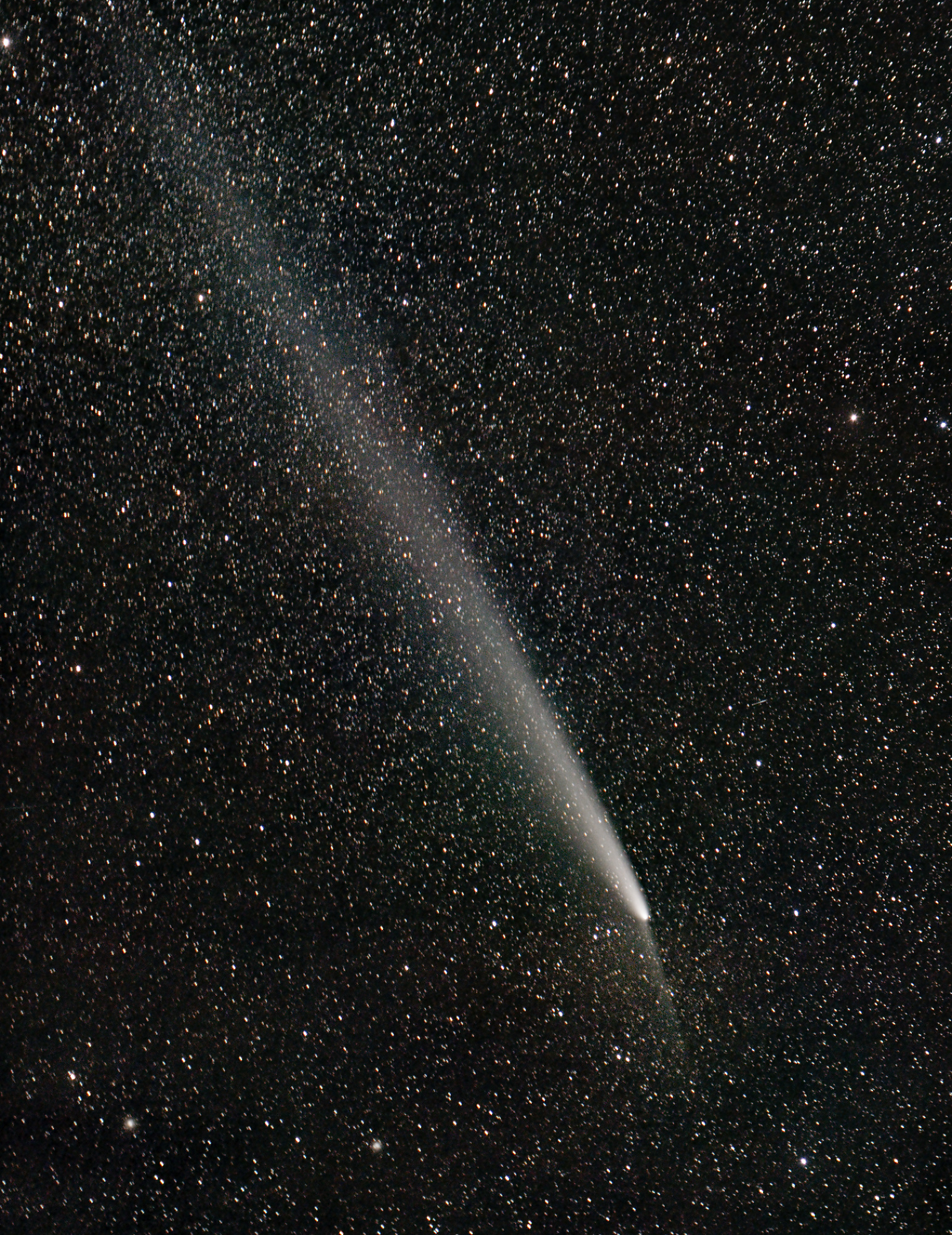
10月21日に撮影